# Рок-Пойнт (Меріленд)
Рок-Пойнт (англ. Rock Point) — переписна місцевість (CDP) в США, в окрузі Чарлз штату Меріленд. Населення — 82 особи (2020).

## Географія
Рок-Пойнт розташований за координатами 38°16′32″ пн. ш. 76°50′34″ зх. д. / 38.27556° пн. ш. 76.84278° зх. д. (38.275486, -76.842759).  За даними Бюро перепису населення США в 2010 році переписна місцевість мала площу 1,63 км², уся площа — суходіл.

## Демографія
Згідно з переписом 2010 року, у переписній місцевості мешкало 107 осіб у 45 домогосподарствах у складі 30 родин. Густота населення становила 66 осіб/км².  Було 59 помешкань (36/км²).
Расовий склад населення:
| - 82,2 % — білих - 7,5 % — чорних або афроамериканців - 1,9 % — азіатів |

До двох чи більше рас належало 8,4 %. Частка іспаномовних становила 2,8 % від усіх жителів.
За віковим діапазоном населення розподілялося таким чином: 15,9 % — особи молодші 18 років, 66,3 % — особи у віці 18—64 років, 17,8 % — особи у віці 65 років та старші. Медіана віку мешканця становила 55,4 року. На 100 осіб жіночої статі у переписній місцевості припадало 118,4 чоловіків;  на 100 жінок у віці від 18 років та старших — 95,7 чоловіків також старших 18 років.
Середній дохід на одне домашнє господарство  становив 72 277 доларів США (медіана — 57 222), а середній дохід на одну сім'ю — 95 821 долар (медіана — 88 125). 
Цивільне працевлаштоване населення становило 87 осіб. Основні галузі зайнятості: освіта, охорона здоров'я та соціальна допомога — 25,3 %, роздрібна торгівля — 19,5 %, інформація — 19,5 %.